# Viktor
 Ovo je glavno značenje pojma Viktor. Za druga značenja pogledajte Viktor (razdvojba).
Viktor ili Victor je muško ime, koje se koristi stoljećima u raznim kulturama i dijelovima svijeta. Ženski oblik imena je Viktorija. Potječe iz latinskog jezika, u značenju "pobjednik". U Rimskom Carstvu bio je dodatak imenima nekih bogova, za koje se smatralo da donose ratnu pobjedu (Jupiter Victor, Mars Victor). Također je epitet i nekih careva. Slično: invictus - nepobijeđen.

## Inačice imena
- u većini jezika oblik je Victor ili Viktor
- u hrvatskom, pored Viktor i Victor, izvedenice su Vito, Vice
- u talijanskom Vittorio
- u baskijskom Iker
- u filipinskom Biktor...

### Rimski carevi
- Flavije Viktor (384. – 388.)
- Viktorin (269. – 271.)

### Crkveni velikodostojnici
- Viktor I. (189. – 199.)
- Viktor II. (1055. – 1057.)
- Viktor III. (1085. – 1087.)
- Viktor IV., protupapa Conti (1138.)
- Viktor IV., protupapa Montecello (1159. – 1164.)
- Viktorin Ptujski, bikup

### Javne osobe
- Viktor Ajbek, hrvatski nogometaš
- Viktor Bubanj, jugoslavenski časnik
- Viktor Car Emin, hrvatski književnik
- Viktor Emanuel I., talijanski vladar
- Viktor Emanuel II., sardinski kralj
- Viktor Emanuel III., kralj Italije i kralj Albanije
- Victor Franz Hess, austrijsko-američki fizičar, nobelovac
- Victor Grignard, francuski kemičar, nobelovac
- Viktor Ivančić, hrvatski novinar i pisac
- Victor Hugo, francuski književnik
- Viktor Janukovyč, ukrajinski političar
- Viktor Juščenko, ukrajinski političar
- Viktor Kaplan, inženjer
- Viktor Klima, austrijski političar
- Viktor Koprivnjak, hrvatski časnik
- Viktor Kovačić, hrvatski arhitekt
- Viktor Krutov, ruski hokejaš
- Victor, brazilski nogometaš
- Viktor Leopoldovič Bonč-Brujevič, sovjetski fizičar
- Viktor Orbán, mađarski političar
- Viktor Sanejev, ruski atletičar
- Viktor Vida, hrvatski književnik
- Viktor Žmegač, hrvatski akademik
- Viktor Troicki, srpski tenisač

### Fiktivne osobe
- Viktor Krum,  lik iz romana o Harryju Potteru
- Victor/Victoria, film Blake Edwardsa iz 1982.